# لودانوزین
لودانوزین (به انگلیسی: Laudanosine) یک ترکیب شیمیایی با شناسه پاب‌کم ۷۳۳۹۷ است. 